# Kaito Kubo
Kaito Kubo (久保 海都 Kubo Kaito?, nacido el 5 de noviembre de 1993 en Iwate) es un futbolista japonés que se desempeña como defensa.

## Trayectoria

### Clubes
| Club           | País  | Año    |
| -------------- | ----- | ------ |
| Grulla Morioka | Japón | 2016 - |

## Estadística de carrera

### J. League
| Club           | Año   | J. League | J. League | Copa J. League | Copa J. League | Total | Total |
| Club           | Año   | Part.     | Goles     | Part.          | Goles          | Part. | Goles |
| -------------- | ----- | --------- | --------- | -------------- | -------------- | ----- | ----- |
| Grulla Morioka | 2016  | 29        | 2         | -              | -              | 29    | 2     |
| Grulla Morioka | 2017  | 14        | 0         | -              | -              | 14    | 0     |
| Total          | Total | 43        | 2         | 0              | 0              | 43    | 2     |